# Ciclo cardiaco

Ciclo cardiaco

Il  ciclo cardiaco  è definito come il susseguirsi di due periodi, sistole e diastole, che a loro volta sono suddivisi in fasi, come è ben rappresentato nel diagramma di Wiggers. In genere si fa riferimento agli eventi della parte sinistra del cuore, anche se, eccetto qualche differenza, gli eventi si susseguono identici anche per la parte destra.

## Storia
Il primo studioso che ha descritto in maniera completa il ciclo cardiaco è stato Lewis; già qualche anno prima, però, Wiggers aveva coniato il termine ancora oggi in uso..
Numerosi studi successivi misero in evidenza la relazione fra l'attività elettrica del cuore e gli eventi meccanici, fra i toni cardiaci e gli eventi del ciclo cardiaco, ma solo negli anni '60 si iniziarono a identificare le differenze negli spessori e nello stress di parete del ventricolo sinistro durante le fasi del ciclo.

## Le fasi del ciclo cardiaco
La sistole e la diastole, vengono anche identificate con i termini di contrazione cardiaca e di rilasciamento cardiaco.
1. Contrazione isovolumetrica (o isometrica)
2. Eiezione ventricolare, suddivisa in rapida e lenta
3. Rilasciamento isovolumetrico (o isometrico)
4. Fase auxotonica:[7]

- Riempimento rapido
- Riempimento lento o diastasi
- Sistole atriale

### Contrazione isovolumetrica
Si ha un aumento della pressione intraventricolare per contrazione dei fasci muscolari, senza accorciamento, ciò comporta la chiusura della valvola mitrale e si identifica con la parte iniziale del primo dei toni cardiaci. Vi è un aumento della pressione intra-ventricolare e in questo momento la camera ventricolare è chiusa, poiché sia la valvola mitrale che l'aortica sono chiuse.
Al termine di questa fase si raggiungono, all'incirca, 80 mmHg di pressione. Questo valore (postcarico) è la pressione che il ventricolo, contraendosi, deve superare, al fine di aprire la valvola aortica ed eiettare il sangue nell'aorta: corrisponde infatti alla pressione nell’aorta in quell’istante.

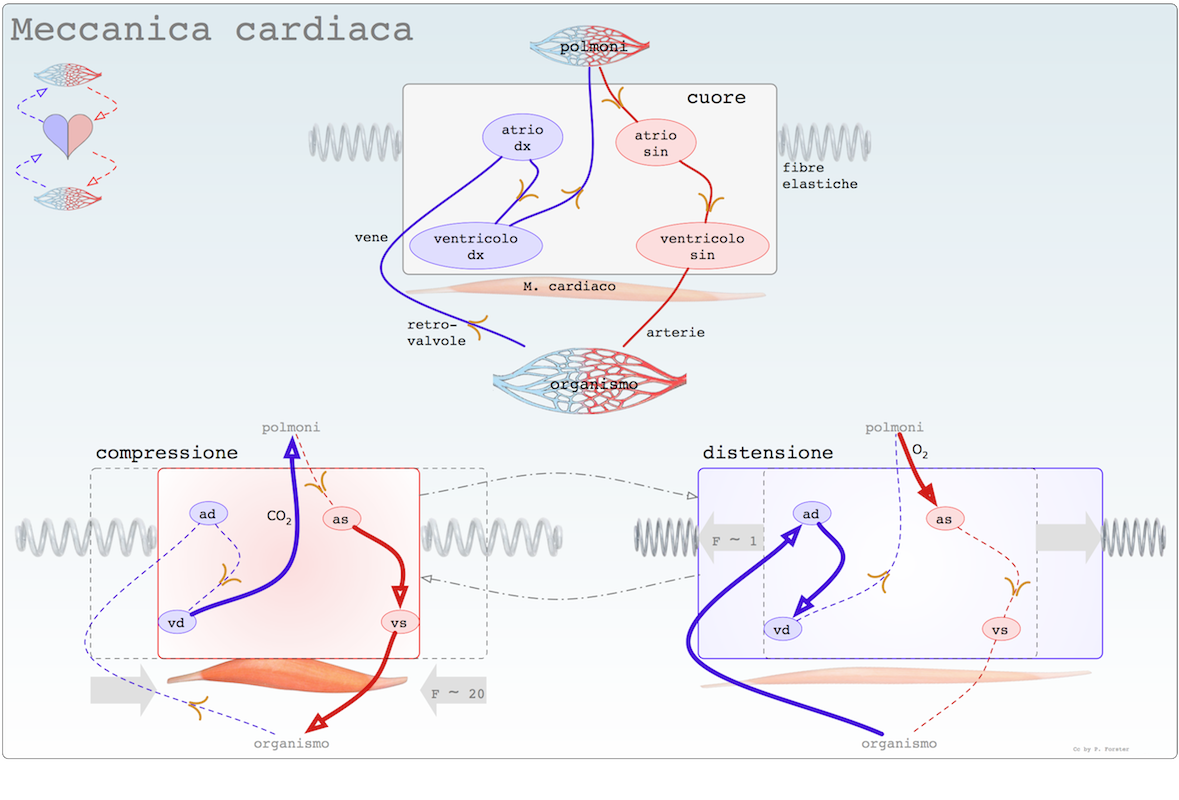
Meccanica cardiaca

### Eiezione ventricolare
L'inizio della fase di eiezione rapida è individuabile attraverso l'apertura della valvola aortica, l'aumento di pressione in aorta e la diminuzione del volume ventricolare; il picco di pressione si aggira intorno ai 125-130 mmHg. Il successivo periodo di eiezione lenta, più difficile da individuare, inizia quando la curva del volume ventricolare mostra un rallentamento della velocità di efflusso e termina alla fine dell'eiezione, con una pressione di circa 100 mmHg. Durante tutta la fase di efflusso i fasci muscolari si accorciano.
La seconda fase (che coincide con la protodiastole) è determinata dalla riduzione del gradiente ventricolo-aorta con caduta della pressione intraventricolare e dalla graduale inattivazione dei fasci muscolari che si sono attivati per primi. La fine di questa fase coincide con il termine della sistole e con l'incisura aortica, cioè la chiusura della valvola aortica, che determina la prima parte del secondo dei toni cardiaci.

### Rilasciamento isovolumetrico
Durante questo periodo le semilunari aortiche si chiudono, si può apprezzare il secondo tono cardiaco e la pressione ventricolare subisce un ulteriore calo, sino a scendere al di sotto della pressione dell'atrio e permettere che il sangue fluisca dall'atrio, camera mediamente a bassa pressione, al ventricolo, camera mediamente ad alta pressione. Il rilasciamento isovolumetrico e la successiva fase di rilassamento isotonico sono determinati dal ritorno elastico e dal rilasciamento attivo del miocardio.

### Fase auxotonica
La fase di riempimento rapido ventricolare ha inizio con l'apertura della valvola mitrale e coincide con la risalita della curva di volume ventricolare. La successiva fase di riempimento lento o diastasi si identifica con una piccola variazione nella curva del volume ventricolare, che talora si associa a vibrazioni a bassa frequenza definite galoppo ventricolare o terzo tono. Le pressioni in atrio e in ventricolo aumentano lentamente così che il ventricolo si riempie passivamente sino a quando interviene la sistole atriale, individuabile nell'onda a del tracciato pressorio atriale e nel quarto tono cardiaco.
A questo punto siamo già nella fase presistolica, all'inizio di un nuovo ciclo cardiaco.
La differenza principale che si può sottolineare nel ciclo cardiaco del ventricolo destro, oltre alle basse pressioni, riguarda l'andamento della curva di eiezione, dove invece di osservare un picco sistolico, si ha un plateau. Questa differenza è da attribuirsi alle basse resistenze del circolo polmonare.